# Cliff Chadwick
Clifton "Cliff" Chadwick (26 tháng 1 năm 1914 – after 1951) là một cựu cầu thủ bóng đá ghi 45 bàn trong 174 lần ra sân ở Football League thi đấu ở vị trí winger cho Oldham Athletic, Middlesbrough, Hull City và Darlington trong thập niên 1930 và 1940. Ông tiếp tục làm cầu thủ-huấn luyện viên của Stockton.